# Eulogio Díaz del Corral
Eulogio Díaz del Corral (Zarza la Mayor, 27 de junio de 1950) es un pintor, educador y poeta español.

## Biografía
Seguidor de la filosofía de la compasión, se adhirió al movimiento de la educación no-violenta y pacificadora en 1971 y fundó el primer Grupo de Amigos del Día Escolar de la No violencia y la Paz. Ha participado en reuniones y congresos nacionales e internacionales sobre este tema (Fórum para la Paz y Congreso Mundial de Educación para el Desarme, en la sede de la Unesco, Paris; Primer Fórum Europeo de Educación y Cultura para la Paz (Université de Paix), en la sede de la CEE, Bruselas; Encuentros de las Escuelas Asociadas a la UNESCO, en Madrid, Crevillente y Granada, etc).
Coordinador adjunto del Día Escolar de la No violencia y la Paz (DENIP) y amigo personal del filósofo Lanza del Vasto, ha residido once años en Mallorca y actualmente vive en Andalucía, dedicado a la pintura y a la poesía. El pintor croata Kristian Krekovic lo definió como “poeta de la pintura”. 
Su ideario educativo se expone especialmente en su "Educación para la Convivencia", en su "Historia del pensamiento pacifista y no-violento contemporáneo"  y en sus decálogos "Por qué soy pacifista" y "Por qué soy vegetariano", así como en su codicilo "Últimos consejos dirigidos a todos mis alumnos en la despedida como profesor". 
Poemas suyos han sido publicados en la Antología Poética, III Encuentro Hispanomarroquí de Poesía Trina Mercader (Tetuán, 2013), en el libro colectivo solidario Palabras a tiempo. Recopilando hebras de sueño (Cádiz, 2014) y en la Antología poética Estrechando para la Paz, IV Encuentro Hispano-Marroquí de Poesía (Tetuán, 2014).

## Reconocimientos
Ha sido denominado Animalista Célebre por el colectivo Los Animales tienen la Palabra; nombrado Embajador de la Paz por el Cercle Universel des Ambassadeurs de la Paix de Ginebra (Suiza) e incluido entre los Extremeños Ilustres.

## Obra literaria
- “Educación para la Convivencia” , en colaboración con Llorenç Vidal, (1978).
- “Historia del pensamiento pacifista y no-violento contemporáneo" (1985).
- “Ideario No-violento”, en colaboración con Llorenç Vidal, (1987 y 2021).
- “Haikais mallorquins” (2002).
- “Artículos / Articles” (2006).
- Pensamientos sobre la Compasión (2018)
- Momentos (Selección Poética) (2019)
- Pastorcitos de Belén, Cuadro escénico para niños de 5, 6 y 7 años (1997/2021)

## Antologías de Poesía
- Antología Poética, III Encuentro Hispanomarroquí de Poesía Trina Mercader (Tetuán, 2013)
- Libro colectivo solidario Palabras a tiempo. Recopilando hebras de sueño (Cádiz, 2014)
- Antología poética Estrechando para la paz, IV Encuentro Hispano-Marroquí de Poesía (Tetuán, 2014)
- Calle de Agua, Frontera Salada, Antología poética, (Tetuán, 2017)
- Antología poética Entre dos Aguas... en homenaje a Paco de Lucía (VII Encuentro Hispano Marroquí de Poesía, Tetuán 2018).
- Antología poética Arribar al Feddan, Encuentro de Escritores en el 2020, Tetuán, 2020.
- Antología poética Despedida en Tetuán, IX Encuentro Hispano Marroquí de Poesía, Tetuán, 2022.

## Obra pictórica
Su obra pictórica comprende el paisaje, la figura, el retrato, las flores y el orientalismo. Su óleo Krishna de la Paz figura en la "Historia de la pintura contemporánea en Mallorca. Del Impresionismo a nuestros días" (Palma de Mallorca) de Gaspar Sabater y numerosos de sus dibujos y óleos han ilustrado la portada de los cuadernos literarios Ponent (Mallorca) y de la revista cultural Tántalo (Cádiz).